# Agua de litines

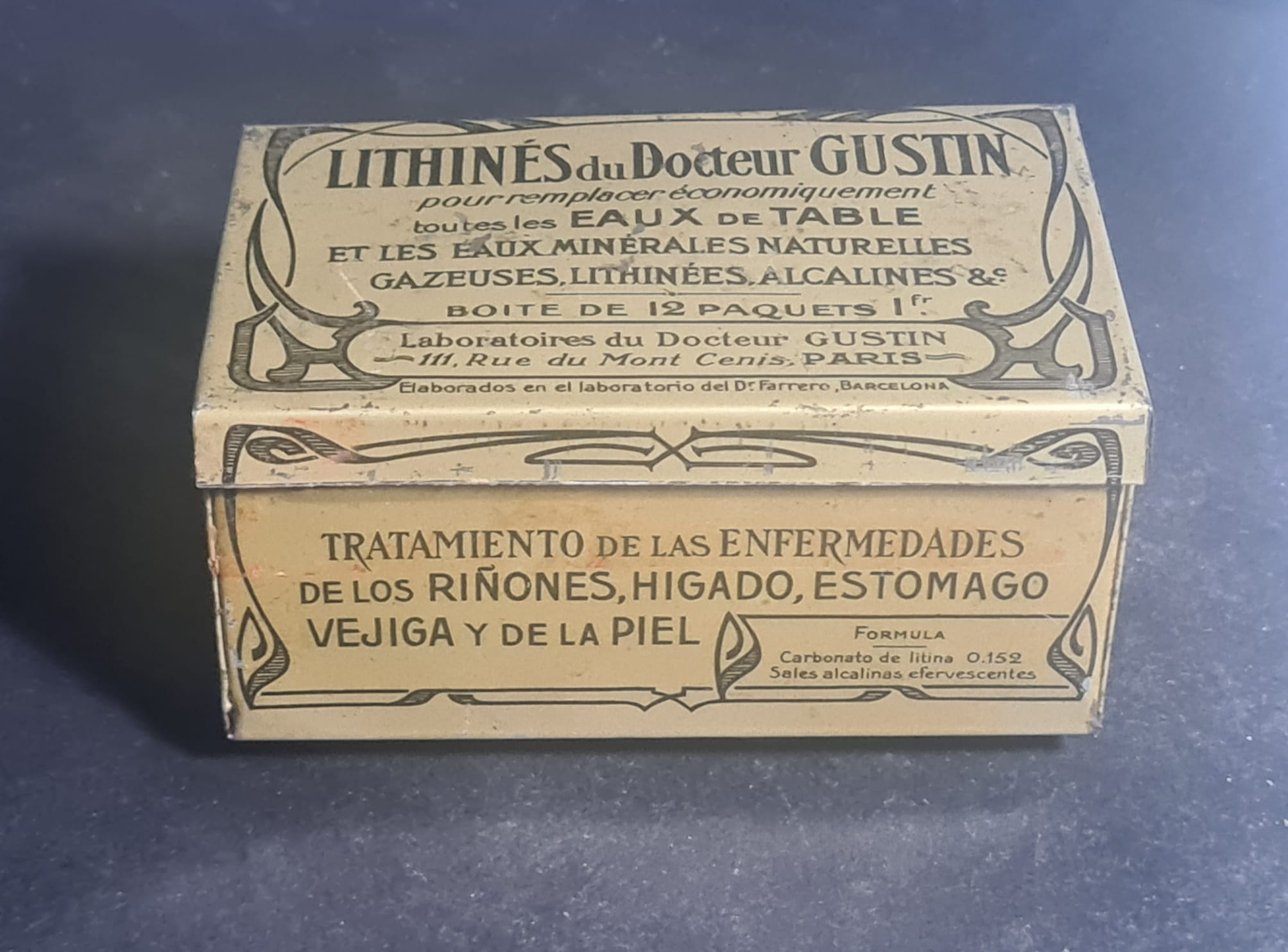
Caja de Lithines Docteur Gustin 1907

El agua de Litines o simplemente litines, es un neologismo para el agua carbonatada artificial generado por la marca Lithinés del dr. Gustin, de composición similar al Agua de Lithia, aunque las que se venden hoy día no contienen litio, por la prohibición de la FDA. Actualmente, es un agua carbonatada que resulta de disolver en agua el contenido de unos sobres que contienen una mezcla de bicarbonato sódico y ácido tartárico. Al disolver estos polvos en agua, se produce una reacción química que libera dióxido de carbono, creando así una bebida efervescente similar al agua carbonatada.  
Esta bebida no sólo es refrescante, sino que también es  beneficiosa para la digestión, puesto que el bicarbonato, ayuda a neutralizar la acidez estomacal, como en el caso de las tabletas efervescentes de Alka-Seltzer, aunque estas contienen además otros componentes, como el ácido acetil salicílico. Por lo general, el agua de litines es desconocida hoy día para la gente joven, aunque los polvos, sin litio, todavía se comercializan, tanto con los componentes separados, como  pre-mezclados en un sobre único como antaño.   

## Farmacología del litio
Las aguas litiadas solían contener varias sales de litio, incluyendo el citrato de litio. Una primera versión de Coca-Cola disponible en las fuentes de refresco de las farmacias llamada Lithia Coke era una mezcla de jarabe de Coca-Cola y agua de Lithia. El refresco 7Up se llamó originalmente "Bib-Label Lithiated Lemon-Lime Soda" cuando se formuló en 1929 porque contenía citrato de litio. La bebida era un medicamento patentado comercializado como cuidado para la resaca. El citrato de litio se eliminó del 7Up en 1948 después de que la Food and Drug Administration prohibiera su uso en refrescos.
De hecho los sobres de litines actuales no contienen litio, pero los primitivos con carbonato de litio, como reza en la tapa de la caja, que se consumían, de forma parecida al agua de Lithia consumida en Estados Unidos, formaron parte mucho tiempo de terapias que aplicaban la farmacología del litio. Esas terapias eran en parte auténticas ya que el litio se utiliza, aún hoy día bajo control médico, como estabilizador del estado de ánimo en el tratamiento psiquiátrico de los estados maníacos y el trastorno bipolar.

## Burbujeo

Agua de Lithia

La preparación del agua de litines es sencilla y rápida, basta con disolver el contenido de un sobre en un litro de agua, tapar la botella inmediatamente y dejar que la mezcla reaccione durante unos minutos. El resultado es una bebida burbujeante y ligeramente ácida, perfecta para acompañar las comidas o disfrutar en cualquier momento del día.
Hasta los años 60, era habitual y necesario remover los polvos de un refresco en un vaso de agua hasta que quedaban completamente disueltos. Con la introducción de los polvos efervescentes esto se hizo innecesario.
El burbujeo se produce porque a partir de una sal de ácido carbónico, al reaccionar con un ácido en presencia de agua, se separa el dióxido de carbono (CO2).  Esto acelera mucho el proceso de disolución de los polvos. La reacción química es básicamente la misma que con el sidral o con la levadura química. Se pueden utilizar carbonatos de sodio (carbonato de sodio o bicarbonato de sodio) o bien carbonatos de potasio como componentes suministradores de dióxido de carbono, el componente liberador es un ácido sólido como el ácido cítrico, el ácido tartárico o el ácido málico.
Si unos polvos contienen carbonato hidrogenado de sodio (NaHCO3 ) y ácido cítrico (C6H8O7), al sumergirlos en agua, teniendo en cuenta que en medio se genera ácido carbónico, se produce la reacción:
{\displaystyle \mathrm {3\ NaHCO_{3(aq)}+C_{6}H_{8}O_{7(aq)}\to \ Na_{3}C_{6}H_{5}O_{7(aq)}+3\ H_{2}O_{(l)}+3\ CO_{2(g)}} }

## Historia
Entre la década de 1880 y la Primera Guerra Mundial, el consumo de agua litiada embotellada fue muy popular. La referencia al litio proviene del término francés "lithiné", debido a la presencia de litio en ciertas aguas minerales cuyas propiedades medicinales estuvieron en boga a finales del siglo XIX y principios del XX. Algunos compuestos de litio se utilizaban desde 1840 para tratar la gota y el reumatismo, aparte de sus cualidades digestivas. En aquella época, era posible consumir pastillas de litio, beber agua mineral con litio, etc.. De hecho, Carl Lange demostró las propiedades beneficiosas del citrato de litio aplicado para la curación de diferentes psicopatologías y aún se utiliza, bajo control médico, para tratar la manía, la hipomanía, la depresión y el trastorno bipolar.y como estabilizador del estado de ánimo. El citrato de litio se eliminó de las bebidas gaseosas en 1948 después de que la Food and Drug Administration prohibiera su uso en refrescos.

### Popularidad
La farmacología del litio, ganó popularidad  en 1817, en la pequeña comuna suiza de Henniez, cuando al descubrir, los laboratorios de una famosa marca de agua mineral, la presencia de litio en el agua que embotellaban, decidieron bautizarla como: Eau de Henniez lithinée, haciéndola su producto estrella y lanzando una campaña para su comercialización. Debido a su fama, hace unos años, el grupo suizo Nestlé decidió adquirir esta antigua compañía de agua mineral. Al otro lado del Atlántico, una de las primeras aguas de Lithia vendidas comercialmente en Estados Unidos fue embotellada en Lithia Springs, Georgia, en 1888.
A principios del siglo XX, la marca Lithinés du Dr.Gustin, comercializó unos polvos para hacer agua de litines con una composición similar al Agua de Lithia, y junto con otras marcas, surgidas más tarde, como: Dalmau, Teixidor, Planas, etc.. se convirtieron en una bebida muy popular en los hogares de la península ibérica, con las farmacias llenas de suplementos minerales de alto contenido en litio. En los años cincuenta, aunque dejó de contener litio a partir de la prohibición de la FDA, la facilidad de preparación, el sabor refrescante, las propiedades digestivas y el bajo coste, hicieron el agua de litines accesible a muchas familias, convirtiéndola en una alternativa saludable a los refrescos azucarados.

## Legado
Aunque hoy en día el agua de litines ha sido reemplazada en gran medida por otras bebidas carbonatadas comerciales, su legado perdura en la memoria de quienes vivieron esa época. Los sobres de litines todavía pueden encontrarse en algunas farmacias y tiendas especializadas en línea, permitiendo a las nuevas generaciones descubrir este clásico refresco casero.